# Bruno Mussolini
Bruno Mussolini, född 1918, död 1941, var en italiensk flygare, son till Benito Mussolini, Italiens diktator 1922-1943. 
Den tredje sonen till Benito Mussolini och Rachele Guidi, var han verksam som flygare. Han var officer i Regia Aeronautica, belönades med guldmedaljen för aeronautisk tapperhet och silvermedaljen för militär tapperhet tre gånger.